# Atelopus eusebiodiazi
Atelopus eusebiodiazi är en groddjursart som beskrevs av Venegas, Catenazzi, Siu-Ting och Carrillo 2008. Atelopus eusebiodiazi ingår i släktet Atelopus och familjen paddor. IUCN kategoriserar arten globalt som akut hotad. Inga underarter finns listade.